# Ратуново
Ратуново — деревня в Лопарёвском сельском поселении Галичского района Костромской области России.

## История
Согласно Спискам населенных мест Российской империи в 1872 году усадьба Ратуново относилась к 2 стану Галичского уезда Костромской губернии. В ней числился 1 двор, проживало 20 мужчин и 17 женщин.
Согласно переписи населения 1897 года в сельце Ратуново проживало 14 мужчин и 18 женщин.
Согласно Списку населенных мест Костромской губернии в 1907 году сельцо Ратуново относилось к Богчинской волости Галичского уезда Костромской губернии. По сведениям волостного правления за 1907 год в нём числилось 6 крестьянских дворов и 18 жителей.

## Население
Численность населения населённого пункта менялась по годам:
| Население по годам  |      |      |      |      |      |      |
| Год                 | 1877 | 1897 | 1907 | 2008 | 2012 | 2014 |
| Жителей             | 37   | 32   | 18   | 3    | 1    | 1    |
| Крестьянских дворов | 1    | —    | 6    | —    | —    | —    |